# Tollerton (Nottinghamshire)
Tollerton – wieś w Anglii, w hrabstwie Nottinghamshire, w dystrykcie Rushcliffe. Leży 7 km na południowy wschód od miasta Nottingham i 169 km na północny zachód od Londynu. W 2001 miejscowość liczyła 1776 mieszkańców.